# Raphael Jiménez
Raphael Jiménez (Florida, 28 de diciembre de 1967) es un músico y director de orquesta venezolano.

## Biografía
Inició sus estudios de dirección musical con el maestro Rodolfo Saglimbeni y luego en la Canford Summer School of Music con el maestro George Hurst.
Realizó estudios en el Instituto Universitario de Estudios Musicales de Venezuela obteniendo el título de Licenciado en la especialidad de Dirección Orquestal. Posteriormente, en la Michigan State University, recibió los títulos de Master of Music y Doctor of Musical Arts.
Tuvo a su cargo la dirección musical en producciones de las óperas: La Traviata, Bastián y Bastiana, Las bodas de Fígaro, El Barbero de Sevilla y La Cambiale de Matrimonio.
Jiménez ha dirigido un amplio repertorio balletístico, incluyendo las piezas coreográficas más representativas de este género como son: El lago de los cisnes, La Cenicienta, Coppélia, El Cascanueces, Giselle, Romeo y Julieta, Don Quijote y Carmen, entre otras.
Ha sido director invitado de las orquestas venezolanas: Sinfónica Simón Bolívar, Sinfónica Municipal de Caracas, Sinfónica Venezuela, Sinfónica Gran Mariscal de Ayacucho; y de las orquestas extranjeras: the Filene Center Orchestra en Washington D. C., Florida Orchestra, Orquesta Sinfónica de las Américas, Zhejiang Philarmonic Orchestra, Guanxi Symphony Orchestra, Palm Beach Opera Orchestra, Sinfónica Virtuosi, Greater Palm Beach Symphony Orchestra y la Orquesta Sinfónica de Puerto Rico.
Desde finales de los años 90 se encuentra residenciado en Míchigan, Estados Unidos donde, además de continuar con la dirección orquestal, imparte clases en la Universidad Estatal de Míchigan y en el Oberlin College (Ohio), el conservatorio más antiguo de los Estados Unidos.